# 彩紋山蛭
彩紋山蛭（[Haemadipsa picta] 错误：{{Langx}}：文本有斜体标记（帮助））是一種分布於台灣，婆羅洲和中南半島的旱蛭。牠的獵物主要是中小型哺乳動物。

## 描述
牠的長度13-33毫米，背部有3-5道縱向條紋。

## 生態與行為
彩紋山蛭多數棲身於熱帶雨林地面1米以上的灌木和草，牠們移動快速，牠們主要吸血的位置是手，手臂，肩膀，甚至頸。牠們的叮咬是比較痛苦，難以癒合。